# Marcel Sobottka
Marcel Sobottka (* 25. April 1994 in Gelsenkirchen) ist ein deutscher Fußballspieler, der im defensiven Mittelfeld oder als Innenverteidiger eingesetzt wird. Er stand zuletzt (seit 2015) bei Fortuna Düsseldorf unter Vertrag.

## Vereinskarriere

### Anfänge
Sobottka war von 1999 bis 2000 für den VfB Kirchhellen im Einsatz. 2000 ging er in die Jugendabteilung des FC Schalke 04. Nach zehn Jahren wechselte er mangels Perspektive zur SG Wattenscheid 09. Nach einem Jahr zog es ihn weiter zu Rot-Weiß Oberhausen.

### FC Schalke 04
2012 kehrte er in die Knappenschmiede des FC Schalke 04 zurück. Bei der Schalker U-19 war Sobottka im defensiven Mittelfeld gesetzt und erzielte in der Spielzeit 2012/13 in 25 Einsätzen fünf Tore und bereitete ein weiteres vor. Zur Saison 2013/14 wurde er für den Kader der U-23, der zweiten Mannschaft von Schalke 04 berücksichtigt. Auch in der Regionalliga West avancierte er zu einer wichtigen Personalie. Sobottka reiste mit vier weiteren Juniorenspielern mit den Profis ins Trainingslager nach Doha. Am 26. Januar 2014, dem 18. Spieltag, stand er erstmals im Profikader der Schalker beim Spiel gegen den Hamburger SV, kam allerdings nicht zum Einsatz. Wegen Personalsorgen war er auch vom 26. Bis zum 28. Spieltag im Kader der Profis. Auch in der Saison 2014/15 stand Sobottka häufiger im Profikader, blieb aber ebenfalls ohne Einsatz. In der zweiten Mannschaft kam er auf 14 Spiele und erzielte am 2. Mai 2015 im Spiel gegen die Amateure des VfL Bochum sein erstes Tor für die Schalker.

### Fortuna Düsseldorf
Im Juli 2015 wechselte Sobottka zum Zweitligisten Fortuna Düsseldorf. Dort erhielt er einen bis 2018 laufenden Vertrag und die Rückennummer 31. Erstmals kam er für die zweite Mannschaft der Fortuna beim 3:0-Sieg gegen die zweite Mannschaft von Borussia Dortmund zum Einsatz. Sein Profidebüt absolvierte er am 22. August 2015 im Spiel gegen den SC Freiburg, als er in der 45. Minute für Julian Koch eingewechselt wurde. Sein erstes Spiel im DFB-Pokal machte er am 27. Oktober 2015 bei einer 1:5-Niederlage im Spiel in der zweiten Runde gegen den 1. FC Nürnberg. Im Lauf der Saison 2015/16 kam Sobottka auf insgesamt 15 Zweitligaspiele. In der ersten Runde des DFB-Pokal 2016/17 erzielte er zwei Tore beim 3:0-Sieg gegen Hansa Rostock. Nachdem Schalke 04 eine Rückkaufoption nicht wahrnahm, unterschrieb er am 20. Juni 2017 einen Fünfjahresvertrag bei der Fortuna. Mit der Fortuna stieg er 2018 in die Bundesliga auf. Nach dem Klassenerhalt in der Saison 2018/19 folgte für Sobottka in der nächsten Saison der Abstieg in die zweite Liga. Im Mai 2022 verlängerte er seinen Vertrag für weitere drei Jahre bis Ende Juni 2025. Danach verließ er Düsseldorf.

## Nationalmannschaft
Als A-Jugendlicher wurde Sobottka für die deutsche U-19-Nationalmannschaft nominiert, kam aber nicht zum Einsatz. Am 6. September 2013 gab er sein Debüt für die deutsche U-20, als er in der 46. Minute im Spiel gegen Polen eingewechselt wurde.

## Erfolge
Fortuna Düsseldorf
- Deutscher Zweitligameister: 2018